# Allenatore
L'allenatore è la figura sportiva deputata alla preparazione dell'atleta e della squadra.

## Ruolo

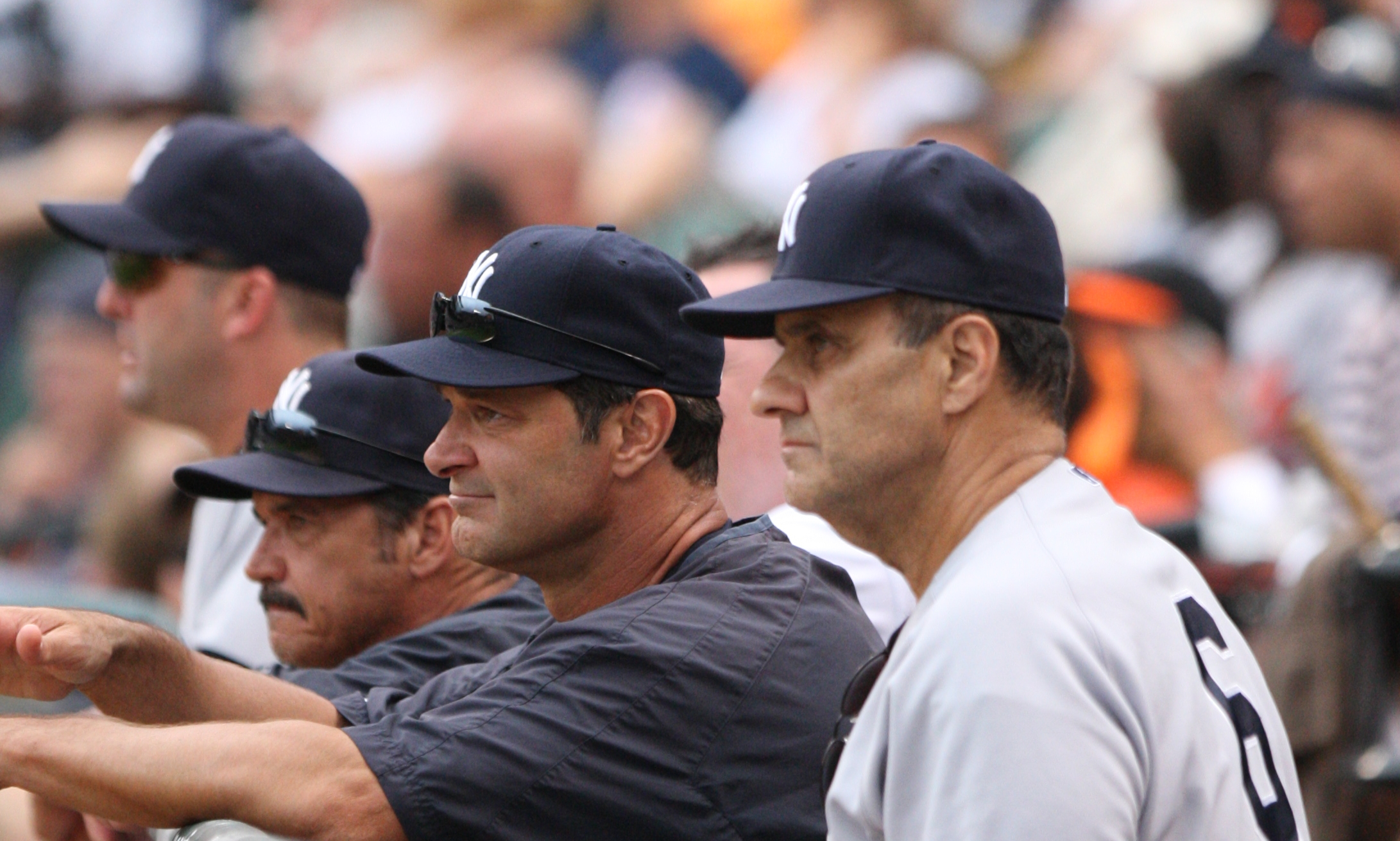
Joe Torre (a destra) con gli allenatori (da sinistra) Kevin Long, Ron Guidry e Don Mattingly.

Normalmente abilitata dalla federazione competente tramite la partecipazione ad un apposito corso e l'esito positivo dello stesso, lo svolgimento della professione in assenza del suddetto titolo comporta l'esercizio abusivo.
Incaricato della preparazione degli atleti — al pari dei quali è legato alla società da un contratto — l'allenatore assiste gli stessi durante l'incontro col divieto di accedere al terreno di gioco pena sanzione da parte dell'arbitro: nelle discipline di gruppo è responsabile unico della formazione titolare — ovvero degli effettivi schierati in campo — e delle riserve (rincalzi) a disposizione in panchina.
Posto a capo dello staff tecnico, in caso di assenza o squalifica viene sostituito al comando dal vice-allenatore (o «allenatore in seconda»). Soprattutto in ambito amatoriale è comune la presenza di un allenatore-giocatore, ovvero di una figura che alterna la pratica agonistica alla conduzione tecnica della squadra.
Definito commissario tecnico qualora alla guida di una rappresentativa nazionale, l'incarico può assumere denominazioni differenti in sport individuali (tra cui il secondo nel pugilato).

## Storia
Il senso originale della parola coach è quello di una carrozza trainata da cavalli, derivante in ultima analisi dalla città ungherese di Kocs dove furono costruiti per la prima volta tali veicoli. Gli studenti dell'Università di Oxford all'inizio del XIX secolo usavano la parola gergale per riferirsi a un tutor privato che accompagnava uno studente meno abile a superare gli esami proprio come guidava un cavallo.
La Gran Bretagna ha preso l’iniziativa di migliorare lo status dello sport nel 19º secolo. Affinché lo sport diventasse professionalizzato, l'"allenatore" doveva affermarsi. Si è gradualmente professionalizzato nell'era vittoriana e il ruolo era ben consolidato nel 1914. Durante la prima guerra mondiale, le unità militari cercavano gli allenatori per supervisionare il condizionamento fisico e sviluppare squadre per la costruzione dello stato d'animo.

## Efficacia
John Wooden aveva una filosofia di coaching che incoraggiava la pianificazione, l'organizzazione e la comprensione, e sosteneva che la conoscenza fosse importante ma non tutto quando si voleva essere un coach efficace. Tradizionalmente l'esperienza o l'efficacia del coaching viene misurata in base alla percentuale di vittorie-sconfitte, alla soddisfazione dei giocatori o agli anni di esperienza come allenatore, ma, come nel caso dell'esperienza degli insegnanti, questi parametri sono altamente ambigui. L'esperienza o l'efficacia del coaching descrive un buon coaching, che esamina il comportamento del coaching, le disposizioni, l'educazione, l'esperienza, e la conoscenza.
Una definizione ampiamente utilizzata di coaching efficace è "l'applicazione coerente di conoscenze professionali, interpersonali e intrapersonali integrate, per migliorare la competenza, la fiducia, la connessione e il carattere degli atleti in specifici contesti di coaching".

### Conoscenza
I coach richiedono conoscenze descrittive e procedurali che riguardano tutti gli aspetti del coaching, mentre i coach esperti utilizzano la conoscenza tacita più liberamente. La conoscenza degli insegnanti è stata classificata, come la conoscenza degli allenatori, utilizzando vari termini. Molte categorie rientrano nella conoscenza dei contenuti, nella conoscenza pedagogica e dei contenuti pedagogici. Quando si considera la necessità di costruire relazioni con gli altri e gli atleti, è stata inclusa la conoscenza interpersonale. Poi quando si considera lo sviluppo professionale richiedendo le competenze per apprendere dall'esperienza utilizzando la pratica riflessiva, è stata inclusa la conoscenza intrapersonale.
È raro nello sport professionistico che una squadra non assuma un ex giocatore professionista, ma giocare e allenare hanno basi di conoscenza diverse. La combinazione di conoscenza professionale, interpersonale e intrapersonale può portare a buone abitudini di pensiero, maturità, saggezza, e capacità di esprimere giudizi ragionevoli.

### Professionalità
La materia, lo sport, le conoscenze curriculari e pedagogiche rientrano tutte in questa categoria di conoscenze degli allenatori professionisti. Comprese le "ologie" della scienza dello sport; psicologia dello sport, biomeccanica dello sport, nutrizione sportiva, fisiologia dell'esercizio fisico, controllo motorio, pensiero critico, sociologia, forza e condizionamento fisico e tattica sportiva, con tutte le sotto-aree di conoscenza associate. Questa categoria di conoscenze è ciò su cui si è concentrata la maggior parte della formazione degli allenatori, ma questa da sola non è sufficiente per essere un allenatore efficace.
Il coaching non riguarda solo le competenze specifiche dello sport e l'educazione, soprattutto quando si adotta un approccio olistico. Mantenere gli sportivi al sicuro, e in salute durante la partecipazione sono responsabilità di un allenatore così come la consapevolezza di fattori sociali come l'effetto relativo dell'età, usato per descrivere un pregiudizio, evidente ai vertici dello sport giovanile e del mondo accademico, dove la partecipazione è maggiore tra i nati prima nel relativo periodo di selezione (e inferiore per i nati più tardi nel periodo di selezione) rispetto a quanto ci si aspetterebbe dalla distribuzione delle nascite.

### Interpersonalità
Gran parte dell’attività di coaching implica l’interazione con i giocatori, lo staff, la comunità, l’opposizione e poi i membri della famiglia nello sport giovanile. Le relazioni costruite in una squadra sportiva influenzano le interazioni sociali che possono influenzare le prestazioni e lo sviluppo dei giocatori, la cultura dei tifosi, e nello sport professionistico, il sostegno finanziario. Gli allenatori efficaci hanno conoscenze che aiutano in tutti i contesti sociali a trarre il meglio da ogni situazione, con la relazione allenatore-atleta.
Eccellenti capacità di comunicazione sono indispensabili per gli allenatori al fine di fornire ai propri atleti le competenze, le conoscenze e le capacità mentali e tattiche adeguate.

### Intrapersonalità
La capacità di un coach di migliorare si basa sullo sviluppo professionale nell'apprendimento continuo che utilizza una combinazione di valutazione e pratica riflessiva. Anche il loro riconoscimento delle opinioni e delle disposizioni etiche personali sono elementi di conoscenza intrapersonale. La comprensione di se stessi e la capacità di utilizzare l'introspezione e la riflessione sono abilità che richiedono tempo per svilupparsi, utilizzando una pratica deliberata in ogni contesto in evoluzione. L’esperienza del coaching richiede questa conoscenza proprio come gli insegnanti poiché ogni esperienza può confermare o contraddire una convinzione precedente nelle prestazioni del giocatore. L'inquadramento interno ed esterno del ruolo di un coach può influenzarne la riflessione, suggerendo che la prospettiva può essere una limitazione nel promuovere l'idea di una comunità di coaching per il feedback.

## Risultati degli atleti
Il sistema di valutazione del comportamento del coaching è stato utilizzato per dimostrare che la conoscenza e il comportamento del coaching hanno un'influenza significativa sul profilo psicologico dei partecipanti, influenzando l'autostima, la motivazione, la soddisfazione, gli atteggiamenti, la competenza percepita, e le prestazioni. Affinché un coach possa essere considerato efficace, le persone con cui lavora dovrebbero migliorare, con coach esperti in grado di sostenerlo per un lungo periodo di tempo. Esistono varie aree di sviluppo che possono essere categorizzate, il che è stato fatto inizialmente con il modello delle 5 C: competenza, fiducia, connessione, carattere e compassione (competence, confidence, connection, character, compassion) e successivamente è stato abbreviato nel modello delle 4 C combinando carattere e compassione.
La competenza delle persone può riguardare le loro abilità tecniche e tattiche specifiche per lo sport, le capacità prestazionali, il miglioramento della salute e della forma fisica e le abitudini di allenamento generali. La loro fiducia è relativa ad un senso interno di autostima complessivamente positiva. Avere buone connessioni significa legami positivi e relazioni sociali con le persone all'interno e all'esterno del contesto sportivo. Quindi il carattere è il rispetto per lo sport e per gli altri partecipanti che mostrano buoni livelli di moralità, integrità, empatia e responsabilità.
La competenza di una persona è legata alla leadership e incentrata sul diventare un membro autosufficiente di una squadra sportiva e di una società nel contesto dell'allenatore. Le competenze hanno guidato gran parte della psicologia dello sport sostenendo lo sviluppo positivo dei giovani.
La teoria dell’autodeterminazione suggerisce un ambiente che supporti il processo decisionale autonomo, possa aiutare a sviluppare competenza, fiducia e connessione con gli altri influenzando la motivazione. I coach efficaci creano quindi ambienti di supporto mentre costruiscono buoni rapporti con le persone che allenano.

### Personale di supporto
Negli sport professionistici, un allenatore è solitamente supportato da uno o più assistenti allenatori e da un team di specialisti che comprende scienziati dello sport. Lo staff può includere coordinatori, un allenatore di forza e condizionamento, psicologo dello sport, fisioterapista, nutrizionista, biomeccanico o analista sportivo.

## Contesto
Lo sport, l’ambiente e il contesto del coaching cambiano proprio come l’insegnamento. È fondamentale comprendere le differenze nello sport con 3 categorie suggerite: ricreativo, di sviluppo e d'élite. Alcuni lo hanno ridotto alla partecipazione e alla prestazione. Questi diversi contesti di allenamento alterano le traiettorie di sviluppo a lungo termine dell'atleta, influenzando la prescrizione dei modelli di allenamento e la gestione delle influenze sociali.
Integrando i contesti di partecipazione e performance suggeriti con l'età, sono state suggerite 4 categorie per rappresentare i vari contesti di coaching. I sampling years in cui sono coinvolti gli allenatori per bambini. I recreational years che sono allenatori di partecipazione per adolescenti e adulti. I specializing years che sono performance coach per giovani adolescenti. Gli investment years che sono gli allenatori per adolescenti e adulti più grandi.

## Nel calcio

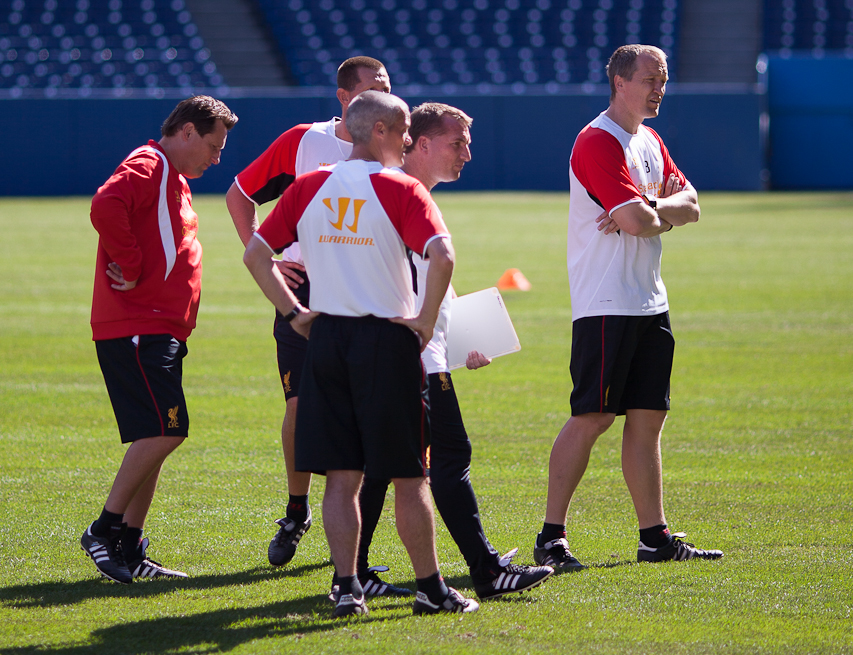
La squadra di allenatori del Liverpool Football Club monitora i giocatori durante una sessione di allenamento.

Nelle federazioni calcistiche, i ruoli di un allenatore possono variare a seconda del livello di anzianità a cui sta allenando, del livello professionale a cui sta allenando e del paese in cui sta allenando, tra gli altri. Nel calcio giovanile, il compito di un allenatore è principalmente quello di aiutare nello sviluppo delle capacità tecniche. Ulteriori abilità importanti per un allenatore per aiutare i giovani giocatori a svilupparsi sono le capacità motorie, la resistenza e la capacità di leggere di conseguenza il gioco.
Una solida base di consapevolezza tattica è fondamentale per lo sviluppo dei giovani giocatori, perché quando raggiungono il livello senior (dai 18 anni in su), ci si aspetta che conoscano le basi tattiche del gioco - gli allenatori della prima squadra a livello senior non lo sanno attivamente insegnano le tattiche, principalmente le implementano. Pertanto, gli allenatori del settore giovanile devono avere una solida conoscenza delle tattiche di gioco, in modo da poter facilitare, come pedagogo, la crescita dei propri giocatori anche a livello tattico.
Nel calcio professionistico, il ruolo dell'allenatore è incentrato sulla formazione e lo sviluppo della prima squadra di un club. Ciò significa che l'allenatore è responsabile della strategia, dello sviluppo, del programma delle sessioni di allenamento e dello sviluppo dei giocatori della prima squadra. Il capo allenatore è accompagnato da uno o più vice-allenatori, ed è coadiuvato anche da personale medico e preparatori atletici. Un allenatore della prima squadra a livello professionistico si aspetta che i giocatori siano già esperti nelle tattiche (generali) del calcio, in modo che possano invece concentrarsi sull'implementazione della loro versione di tattica calcistica (stile di gioco) nella squadra.
Nel calcio inglese, al direttore di una squadra di calcio professionistica viene comunemente assegnata la carica di manager, ruolo che unisce i compiti di allenatore e direttore sportivo.
Tutti gli allenatori delle squadre di calcio delle federazioni devono considerare attentamente l'abilità tattica e il livello di abilità delle loro squadre quando scelgono le tattiche e la strategia per le partite e per gli allenamenti.

## Nella cultura di massa
- Talvolta reso dal sinonimo «tecnico»,[5] l'allenatore è anche noto informalmente come «mister»;[76] l'espressione è riconducibile al britannico William Garbutt,[77] al quale i propri calciatori erano soliti rivolgersi in tal modo.[78]
- L'allenatore è un singolo di Gianni Morandi del 2004, contenuto nell'album A chi si ama veramente.[79]
- Alle vicende di un allenatore sulla panchina di una squadra — in questo caso calcistica — è dedicato il film L'allenatore nel pallone, il cui successo ne determinò un sequel.[80]